# Kraftwerk Nussdorf
Das Kraftwerk Nussdorf ist ein Kleinwasserkraftwerk an der Donau im Wiener Stadtteil Nussdorf.

## Geschichte
Im Wiener Bezirksteil Nussdorf wurde von 2004 bis 2005 am Beginn des Donaukanals  ein Kleinwasserkraftwerk in die denkmalgeschützte Nussdorfer Wehr- und Schleusenanlage aus 1894 eingebaut. Dazu wurde der aus Steinen gefügte Grund des Tosbeckens geöffnet. Die Eröffnung fand am 31. August 2005 statt. Die aus zwölf Matrixturbinen bestehende Anlage besitzt eine Engpassleistung von 4,74 MW und erzeugt etwa 28,11 GWh (27,7 GWh lt. Wien Energie) an elektrischer Energie pro Jahr. Dies entspricht einer mittleren Leistung von 3,2 MW.
Die Projektpartner dieses Projektes sind zu gleichen Teilen die Wien Energie, die VERBUND-Austrian Hydro Power AG (AHP) und evn naturkraft. Das Kleinwasserkraftwerk Nussdorf wurde 2004 mit dem Climate-Star Klimaschutzpreis ausgezeichnet.
Im Frühjahr 2017 wurde eine Fischaufstiegshilfe eröffnet. Damit können Fische im Rahmen der Fischwanderung den Höhenunterschied von 3,6 Meter über eine Länge von 322 Metern überwinden.